# Schöllnach (gmina)
Schöllnach – gmina targowa w Niemczech, w kraju związkowym Bawaria, w rejencji Dolna Bawaria, w regionie Donau-Wald, w powiecie Deggendorf, siedziba wspólnoty administracyjnej Schöllnach. Leży około 15 km na południowy wschód od Deggendorfu, przy linii kolejowej Pasawa – Deggendorf.

## Dzielnice
W skład gminy wchodzą dwie dzielnice: Taiding i Riggerding

## Demografia
Dane o ludności z 31 grudnia 2008:
| Opis                                | Ogółem | Ogółem | Kobiety | Kobiety | Mężczyźni | Mężczyźni |
| ----------------------------------- | ------ | ------ | ------- | ------- | --------- | --------- |
| Jednostka                           | osób   | %      | osób    | %       | osób      | %         |
| Populacja                           | 5018   | 100    | 2565    | 51,12   | 2453      | 48,88     |
| Wiek przedprodukcyjny (0–17 lat)    | 1016   | 20,25  | 524     | 10,44   | 492       | 9,8       |
| Wiek produkcyjny (18–65 lat)        | 3152   | 62,81  | 1541    | 30,71   | 1611      | 32,1      |
| Wiek poprodukcyjny (powyżej 65 lat) | 850    | 16,94  | 500     | 9,96    | 350       | 6,97      |

## Polityka
Burmistrzem jest Alois Oswald. Rada gminy składa się z 20 członków:
|      | CSU | SPD | FW | CWVTR | FWGSTR | Razem |
| 2008 | 7   | 4   | 9  | -     | -      | 20    |
| 2002 | 7   | 6   | -  | 2     | 5      | 20    |